# Best Of (Vanilla Ninja)
Best Of é o quarto álbum e a primeira compilação da banda estoniana Vanilla Ninja, lançado pela Bros Music. O álbum foi lançado em dezembro de 2005, contendo as principais músicas dos 3 primeiros álbuns, entre elas "I Know" e "Liar".

## Faixas
1. "Tough Enough"  – 3:22
2. "Don't Go Too Fast"  – 3:11
3. "When the Indians Cry"  – 3:31
4. "Blue Tattoo"  – 4:08
5. "Cool Vibes"  – 4:05
6. "My Puzzle Of Dreams"  – 3:22
7. "Never Gotta Know"  – 3:15
8. "Traces of Sadness"  – 3:21
9. "Liar"  – 3:36
10. "Don't You Realize"  – 3:49
11. "I Know"  – 3:17
12. "Corner Of My Mind"  – 3:37
13. "Destroyed By You"  – 3:51
14. "Tough Enough" (versão estendida)  – 6:24
15. "Blue Tattoo" (versão estendida)  – 9:20
16. "Megamix" (versão estendida)  – 6:29